# Panzer Battles
Batallas Panzer (en alemán: Panzerschlachten; en inglés: Panzer Battles: A Study of the Employment of Armor in the Second World War) es el título de las memorias del Generalmajor Friedrich von Mellenthin sobre su servicio como oficial de Estado Mayor en la Panzerwaffe de la Wehrmacht durante la Segunda Guerra Mundial.
La primera edición en inglés, titulada como Panzer Battles: A Study of the Employment of Armor in the Second World War, fue publicado en 1956 por la University of Oklahoma Press. El libro fue reimpreso seis veces en los Estados Unidos entre 1956 y 1976 y fue uno de los varios libros escritos por diferentes generales de la Wehrmacht que tuvieron una gran influencia en el pensamiento de la posguerra en Occidente sobre las capacidades soviéticas.

## Contenido
El libro cubre los recuerdos personales de Mellenthin y la información operativa sobre las principales operaciones en las que participó, en los principales teatros de la guerra, con una cobertura sustancial de su tiempo como oficial de inteligencia de Erwin Rommel en el Afrika Korps y su tiempo como jefe de Estado Mayor del XXXXVIII Cuerpo Panzer en la Unión Soviética.

## Recepción
Desde su publicación en inglés en 1956, Panzer Battles ha sido ampliamente leído a nivel profesional y académico. El libro fue un elemento básico en las listas de lectura militar profesional en los Estados miembros de la OTAN y fue ampliamente citado en el mundo académico durante décadas.

### Profesional
El libro ha sido ampliamente citado en listas de lecturas militares y estudios profesionales desde su publicación. David T. Zabecki lo calificó como un trabajo fundamental e integral sobre la guerra con armas combinadas mecanizadas y dijo que sus lecciones y principios eran de un valor inconmensurable para el ejército estadounidense posterior a la guerra de Vietnam.
El mayor Timothy Wray, en una reseña para el U.S. Combat Studies Institute, escribió en 1986 que Panzer Battles estaba entre una serie de memorias de posguerra que llenaron un vacío inicial de buenos estudios en idioma inglés sobre el Frente Oriental, causando una influencia indebida en la comprensión occidental del conflicto en este frente. Wray dijo que el libro omite datos y contextos importantes.
En 1997, la reseña oficial de libros del Cuerpo de Marines de los Estados Unidos para su lista de lectura militar profesional, reunida por Paul Van Riper para el Comando de Desarrollo de Combate del Cuerpo de Marines, la elogió como «una Biblia virtual» sobre la guerra blindada, con elogios especiales par la sección «Psicología del soldado ruso» y los mapas del libro, que, según dice, «ofrecen más claridad táctica y operativa que casi cualquier otro trabajo militar».

### Académico
Poco después de su publicación, el profesor de historia de la universidad de Dartmouth College, Henry L. Roberts, en una «reseña cápsula» de una frase en la revista Foreign Affairs, lo calificó de «excelente relato», que ofrece «observaciones interesantes».
El coronel John Jessup considera que el libro es una buena representación de la perspectiva de la «generación más joven» de oficiales alemanes. El historiador militar David Glantz lo llamó un «relato operativo/táctico de mérito considerable», que mostraba el impacto negativo de la interferencia de Hitler en las operaciones militares. Se hizo eco de la evaluación profesional del coronel Wray, señalando que fue escrito sin el beneficio de registros alemanes o soviéticos y adolecía de interpretaciones incompletas o incorrectas de las fuerzas, disposiciones e intenciones soviéticas. El teórico militar paleoconservador William S. Lind lo consideró excelente y lleno de lecciones valiosas, incluyéndolo en su lista de lectura básica del Manual de guerra de maniobras para estudiantes de guerra blindada.
Sin embargo, algunos historiadores y académicos han discrepado con el contexto político e histórico del libro. El historiador alemán Wolfram Wette incluyó a Mellenthin entre los generales alemanes que consideraba autores de estudios apologéticos y acríticos sobre la Segunda Guerra Mundial. Los coautores estadounidenses Ronald Smelser y Edward J. Davies consideran que el libro es una «memoria exculpatoria» dentro de una narrativa revisionista de posguerra. Otro historiador moderno consideró despectivas o racistas las descripciones de los rusos como «primitivos» y con una mentalidad «asiática».
El historiador estadounidense Robert M. Citino dijo que el libro de Mellenthin reforzaba los estereotipos occidentales del Ejército Rojo como «una horda sin rostro y sin sentido» que pretendía «aplastar todo a su paso mediante números, fuerza bruta y puro tamaño». Citino incluyó este libro entre las memorias de los oficiales alemanes que eran «en el mejor de los casos, poco fiables y, en el peor, deliberadamente engañosas», opinión de la que se hizo eco el historiador Daniel Franke, quien caracterizó su impacto en la reputación de la Wehrmacht en la posguerra como «nefasto», mientras que todavía lo recomiendo como un libro importante.

## Ediciones
- Mellenthin, Friedrich von (1971) [1956]. Panzer Battles: A Study of the Employment of Armor in the Second World War (en inglés) (First Ballantine Books edición). Nueva York (Estados Unidos): Ballantine Books. ISBN 978-0-345-24440-6.

Nota: no se ha publicado en español